# 岡道男
岡 道男（おか みちお、1931年1月4日 - 2000年3月3日）は、日本の西洋古典文学者。京都大学名誉教授。
大阪市生まれ。終戦を満洲国鞍山市で迎え、京都大学文学部独文学科を卒業後、西洋古典学を専攻し、京大大学院（松平千秋）、テュービンゲン大学（ウォルフガング・シャーデヴァルト）、マインツ大学（ヴァルター・マルク）に学ぶ。1965年-1966年および1988年-1989年、マインツ大学西洋古典学科客員教授。1998年5月から没するまで日本西洋古典学会委員長（第6代）。
1977年「ホメロスと叙事詩の環」で京都大学より文学博士の学位を取得。1969年京大文学部助教授、1979年教授、1994年定年退官後は姫路獨協大学教授となり、図書館長にも就いていたが在職中の2000年に没した。弟子に中務哲郎らがいる。

## 略歴
注記のない出典は(略年譜)による。
- 1931年 大阪市に生まれる。
- 1943年 満洲国鞍山市大宮小学校卒業、鞍山中学校入学。
- 1946年10月 大阪市立扇町第二商業学校編入学。
- 1950年 同校卒業
- 1951年 大阪市立扇町第二商業高等学校（現：大阪市立中央高等学校）卒業、京都大学文学部ドイツ語学ドイツ文学専攻入学。
- 1955年 同大学卒業
- 1957年 同大学院文学研究科修士課程修了後、西ドイツテュービンゲン大学とマインツ大学に留学。
- 1965年-1966年および1988年-1989年 マインツ大学西洋古典学科客員教授
- 1998年5月 - 2000年3月3日 日本西洋古典学会委員長（第6代）[5]

## 著作
- 『ホメロスにおける伝統の継承と創造』創文社、1988年。
- 『ギリシア悲劇とラテン文学』岩波書店、1995年。
- 『ぶどう酒色の海 西洋古典小論集』岩波書店、2005年。

共編著
- 『新ドイツ語の基礎』松本仁助共著、三修社、1967年。
- 『ギリシア文学を学ぶ人のために』松本仁助・中務哲郎共著、世界思想社、1991年。
- 『ラテン文学を学ぶ人のために』松本仁助・中務哲郎共著、世界思想社、1992年。

- 「第二章 ソポクレースについて」『ギリシア悲劇案内』岩波書店〈ギリシア悲劇全集 別巻〉、1992年。

### 翻訳
- エウリピデス『ヘラクレス』人文書院〈ギリシア悲劇全集 第3巻〉、1960年。
- エウリピデス『フェニキアの女たち』筑摩書房〈世界古典文学全集 9〉、1965年。
  - 『ギリシア悲劇Ⅳ エウリピデス（下）』ちくま文庫、1986年。
- アンドレ・ボナール『ギリシア文明史』田中千春共訳、全3巻、人文書院、1973-75。新版1988年
- アイスキュロス『縛られたプロメテウス』講談社〈世界文学全集 2〉、1978年。
  - テレンティウス『ポルミオ』講談社〈同上〉。
- アポロニウス『アルゴナウティカ』講談社〈世界文学全集 1〉、1982年。講談社文芸文庫、1997年
- アリストテレス『詩学』松本仁助共訳、世界思想社、1985年。
  - 『アリストテレス 詩学／ホラーティウス 詩論』岩波文庫、1997年。ワイド版2012年
- ソポクレース『オイディプース王』岩波書店〈ギリシア悲劇全集 3〉、1990年。編集委員
- アイスキュロス『ヒケティデス』岩波書店〈ギリシア悲劇全集 2〉、1991年。
- バッハオーフェン『母権論－古代世界の女性支配に関する研究 その宗教的および法的本質』 全3巻、河上倫逸共監訳、みすず書房、1991-95年。
- キケロ『国家について・法律について』岩波書店〈キケロ選集 8〉、1999年。
  - 元版 キケロ「『国家について』（一）」『同志社法學』第108巻、同志社法學會、1968年。
  - 元版 キケロ「『国家について』（二）」『同志社法學』第109巻、同志社法學會、1969年。
  - 『国家について　法律について』講談社学術文庫、2025年。ISBN 978-4065381342
- ウェルギリウス『アエネーイス』高橋宏幸共訳、京都大学学術出版会〈西洋古典叢書〉、2001年。

## 関連文献
- 『岡道男先生追悼文集』 - 京都大学学術情報リポジトリ
- 「岡道男先生著作目録」『西洋古典論集』別冊、京都大学西洋古典研究会、2001年1月、3-10頁、ISSN 0289-7113、NAID 120001002074、2021年10月29日閲覧。